# Helga Nõu
Helga Nõu, née Helga Raukas le 22 septembre 1934 à Tartu, est une femme de lettres estonienne.

## Biographie
Née en 1934, Helga Nõu s'est enfuie en Suède avec sa famille en 1944 pour échapper à l'avancée de l'Armée rouge,. C’est la deuxième invasion de l’Estonie par les soviétiques pendant la Seconde Guerre mondiale, après celle de 1940, et cette deuxième invasion provoque dans le pays un exode massif . Elle étudie en Suède, et travaille comme enseignante en divers endroits dont Stockholm et à Uppsala. En 1957, elle épouse Enn Nõu (en), alors étudiant, devenu ensuite écrivain, d’origine lui-aussi estonienne, réfugié comme elle en Suède.
Helga Nõu est active dans la communauté estonienne exilée en Suède. Elle écrit de nombreux ouvrages (prose, poésie, littérature pour la jeunesse notamment) à partir des années 1950, qui traitent par exemple des problèmes d'identité et des ruptures dans la vie des réfugiés. En outre, elle traite également de manière littéraire le conflit entre les générations. Elle introduit aussi des formes narratives nouvelles, comme dans Paha poiss [Un mauvais garçon], un de ses romans les plus connus, publiée en 1973, qui multiplie les points de vue et les genres textuels. Ses œuvres ne sont publiées dans son pays natal qu'après l'effondrement de l'occupation soviétique de l'Estonie à la fin des années 1980,.
Helga Nõu est connue également comme peintre et illustratrice. Elle est enfin une traductrice d'œuvres suédoises en estonien (notamment d’Astrid Lindgren).

## Principales publications
- 1965 : Kass sööb rohtu, roman
- 1965 : Ruuduline röövel, littérature de jeunesse
- 1967 : Kord kolmapäeval, recueil de nouvelles
- 1967 : Oi, oi, oi - mis juhtus?, littérature de jeunesse
- 1969 : Tiiger, tiiger, roman
- 1973 : Paha poiss, roman
- 1978-1979 : Põgenejad, drame
- 1983 : Pea suu!, littérature de jeunesse
- 1993 : Inimvaresed, roman
- 1999 : Hundi silmas, roman
- 2001 : Tõmba uttu!, littérature de jeunesse
- 2003 : Kuues sõrm, littérature de jeunesse
- 2006 : Ood lastud rebasele, roman
- 2008 : Peaaegu geenius ehk Schrödingeri kassi otsimas, roman
- 2008 : Appi!, littérature de jeunesse
- 2009 : Elu täis üllatusi, recueil de poésie et illustrations
- 2010 : Jääauku, littérature de jeunesse
- 2011 : Valetaja, mémoires
- 2013 : Mahajätjad, roman
- 2014 : Kas sa Tammsaaret oled lugenud?, entretien avec Rutt Hindrikus
- 2016 : Nartsiss, meesteõgija, roman
- 2019 : Ingel ja idioot, roman
- 2020 : Sim-sala-Harri, littérature de jeunesse